# Northwave
ノースウェーブ (Northwave) は、1980年代初期にイタリア北東部ベネト州モンテベッルーナで創業されたスノーボードとサイクリング装具メーカー。

## 概要
モンテベッルーナ産地の歴史は古く、ヴェネツィア共和国時代までさかのぼる。この街は古くから登山客でにぎわう街で耐久性、信頼性、高機能が要求される登山靴の生産で靴職人の町として栄え、今では品質の高いシューズブランドと、イタリアでも有数の靴製造工場がある都市として世界的に有名。
歴史ある靴職人の街モンテベッルーナからNorthwaveは誕生し、現在はロードバイクシューズ、スノーボードブーツなどのカテゴリーにおいて高機能かつ最先端のプロダクトを供給するトップブランドとしてアスリートたちの足元を支えている。
過去にはマウンテンバイクXCの初代王者イタリアの女子選手パオラ・ペッツォやイヴァン・ゴッティがノースウェーブでジロ・デ・イタリアを制し、ロードバイク界でもノースウェーブの存在感が高まる。
その後も、マリオ・チッポリーニ、トム・ボーネン、ファビアン・カンチェラーラなどの名選手が愛用。近年ではランプレやランス・アームストロングの所属していたアスタナへのサポートを行っていた。

## 日本人に合った足型
Northwaveが日本で人気を誇る理由の一つには、そのシェイプ、足型にある。一般的に日本人の足は幅広・甲高が多いと言われているが、イタリアブランドながら、足先はゆったりしたフィット感で足のしびれを防ぎ、足幅が広い人でも合いやすい足型で作られている。また、さらに幅広のワイドフィットを展開しているモデルもあり、選択肢のバリエーションが豊富。
ソールのアーチの作りにもこだわりが見られ、アーチの位置や湾曲具合は人それぞれ。市場にあるシューズはアーチサポートが不足していたり、極端すぎて不快感や怪我を引き起したりと、問題があるものも多いが、ノースウェーブの「アナトミカルアーチサポート」は、カーボンソールのアーチほど高剛性ではないため、ライダー各々のアーチに順応し、どんなライダーにもフィットしやすい。

## ダイヤル式シューズ
Northwaveのシューズのダイヤルにはオリジナル開発されたSLW (Slow Lace Winch) 3ダイヤルが搭載されている。一つのリリースレバーでフルリリースと少しずつ緩めていく微調整が可能。シルバーのレバーを引き上げでフルリリース、プッシュで0.7mmずつ緩められるのでミリ単位で好みのフィット感に調整可能。走行中に足がきつくなったとしても簡単に緩めることが可能で、一度リリースしてから締め直す作業がいらずに非常に便利。またSLW3に採用されているワイヤー繊維「ダイニーマ®」は有機繊維としては最高レベルの強度と優れた耐久性を有します。しっかりとダイヤルを締めこんでもワイヤー繊維なので足あたりがスチールのワイヤーよりもソフトで、アッパーにも負担をかけにくいのが特徴。

## GORE-TEX
Northwaveのシューズにはシチュエーションに合わせた選択肢があり。極寒のなかでも最高の保温性とシューズ内の湿気調整に優れたGORE-TEX（ゴアテックス） Durathem Kelvin、起毛加工の氷点下の真冬のライドでも抜群の保温性を発揮し足の冷えを守るGORE-TEXコアラ、氷点下から15℃位までの幅広い気温に対応し長いシーズン着用可能なGORE-TEX Piqueなどがある。シューズカバーの脱着の煩わしさからの解放と、足首の自由度と保温性を持ち、足の延長であるような感覚を得られるウインターシューズとしてデザインされている。

## 契約選手（過去を含む）
- ランス・アームストロング
- フィリッポ・ガンナ
- 岡篤志
- パオラ・ペッツォ
- イヴァン・ゴッティ
- マリオ・チッポリーニ
- トム・ボーネン
- ファビアン・カンチェラーラ
- 石上優太
- 織田聖
- 門田祐介
- 津田悠義